# 국도 제83호선 (미국)

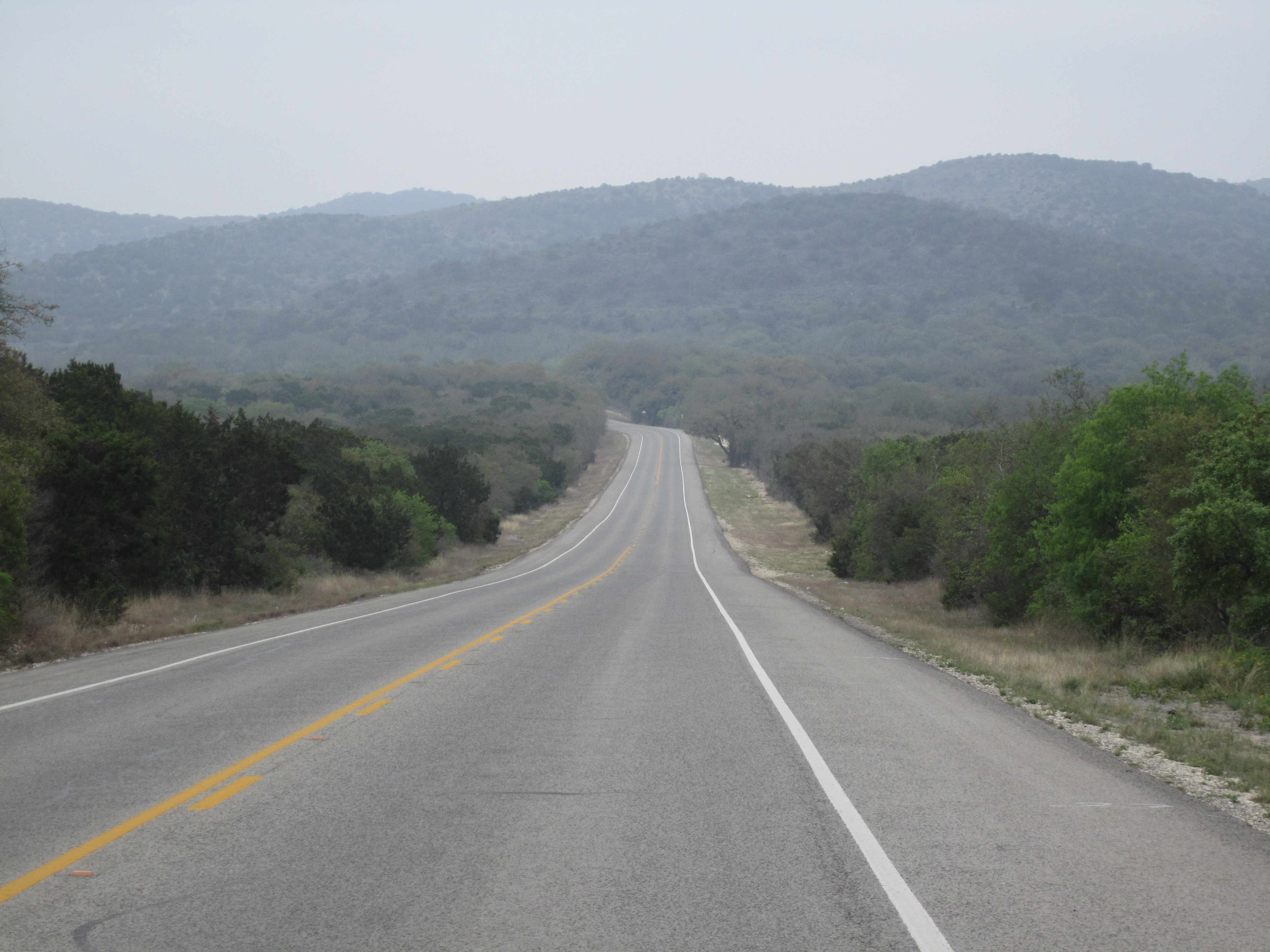
텍사스주의 유밸디군에 위치하고있는 텍사스 힐 컨트리를 통과하고 있는 US 83 국도의 모습.

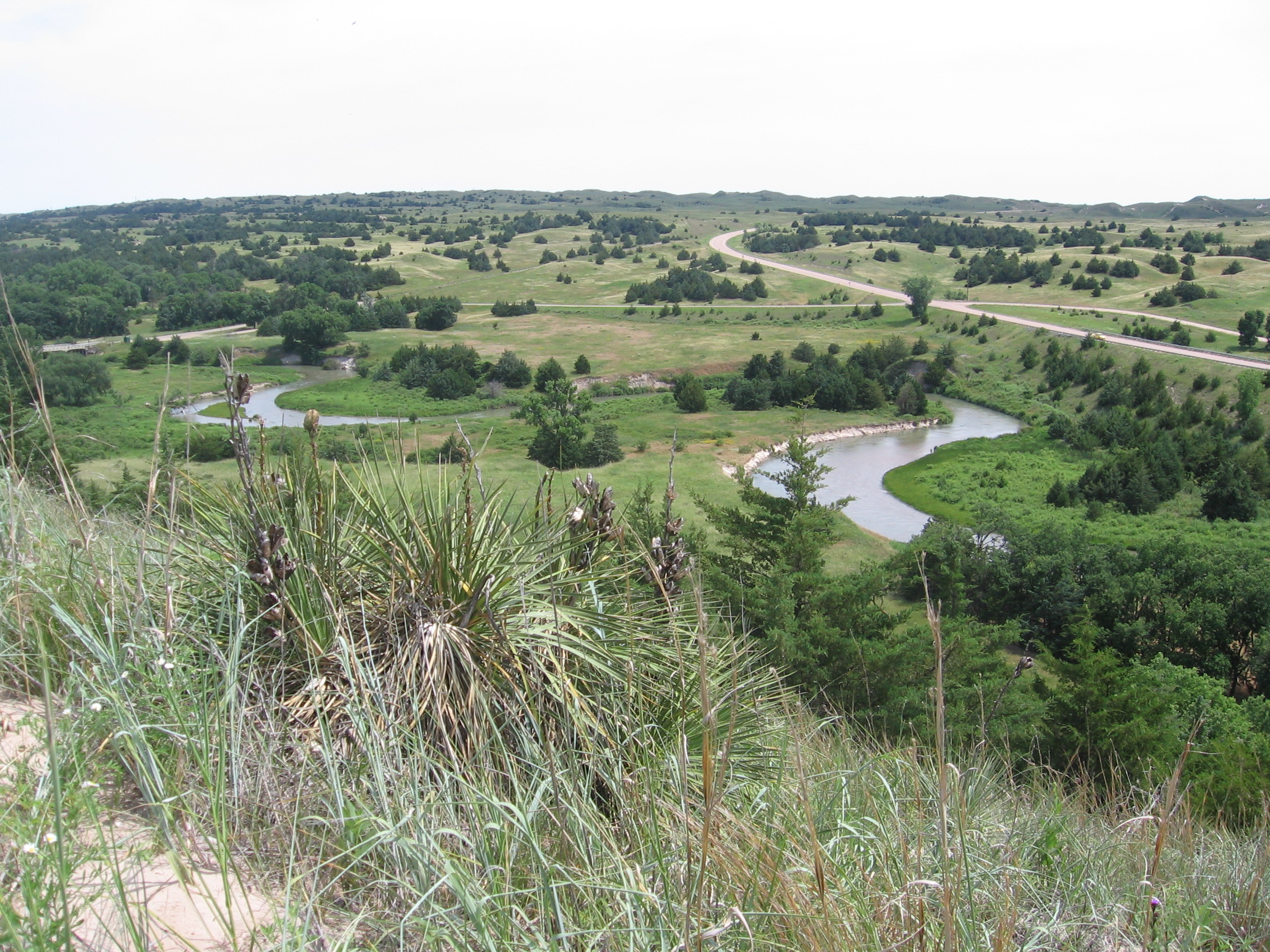
토머스군의 디스멀강과 샌드힐스를 사이에 이어주고 있는 83번 국도(US 83)의 모습.

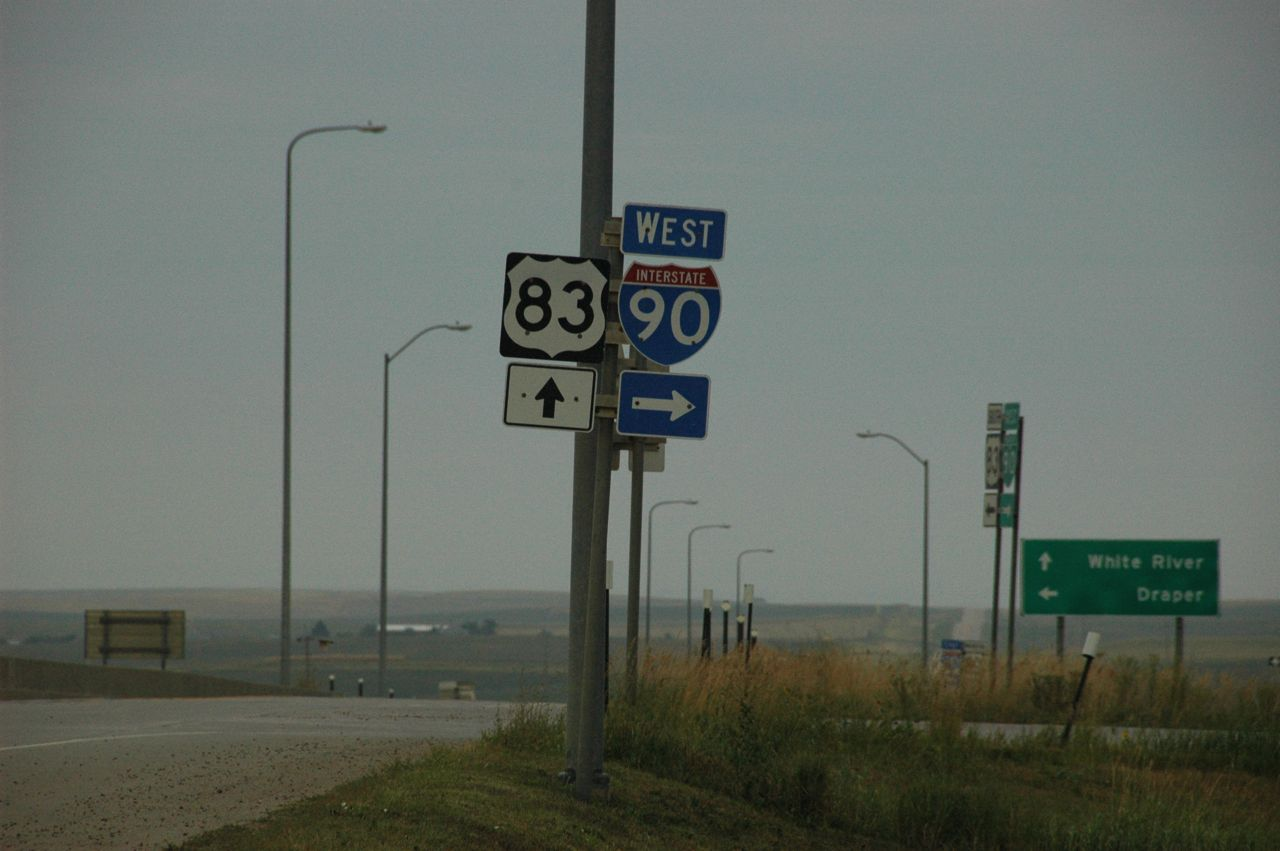
머도에서 접촉하고 있는 주간고속도로 제90호선과 US 83이 서로 접촉하고 있는 모습으로, 해당 도로가 교차로 남측을 바라보고 있는 특성을 두고 있다.

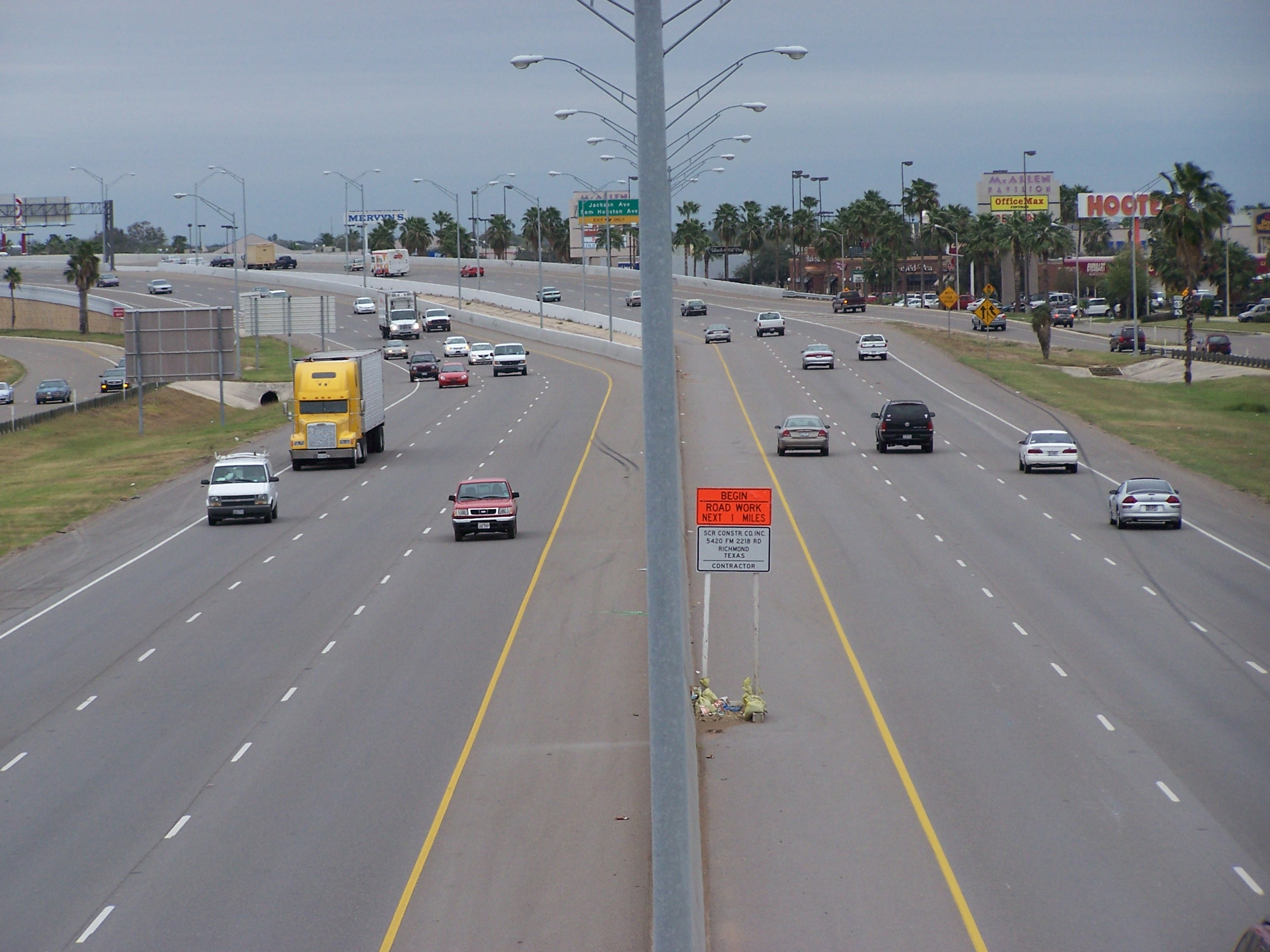
텍사스주 매캘런의 주요 소매상을 이어주고 있는 미국 83번 국도의 모습. 해당 국도는 I-2와 공유하고 있는 간선도로이다.

국도 제83호선(U.S. Route 83)은 미국 중부를 남북으로 이어주는 일반 국도로, 텍사스주의 브라운즈빌에서 노스다코타주의 웨스트호프까지 이어주고 있어, 총 연장은 3,034 km이기도 하다. 그러나 다른 미국의 남북간 종단 노선이 이 노선보다도 더 긴 노선이 4개가 있다. 해당 노선을 살펴보면, US 1, US 41, US 59, US 87 등이 있다. 그래서 이 국도의 기점인 웨스트호프에서는 미국-캐나다 국경과 접하고 있지만 이 곳에서는 매니토바주도 제83호선과도 직접 접촉하고 있으며, 종점은 할링전이다. 또한 대체적으로 도로의 선형을 볼 때 미국의 서부와 동부를 경계선으로 설정되어 있는 일반 국도이기도 종단하는 형태를 띠고 있다.

## 주요 접촉 도로
텍사스주
- US 77 : 브라운즈빌의 미국-멕시코 국경 지대에서 베테랑 인터내셔널 브릿지 앳 로스토마테스(영어판)와 접촉한다. 다만 할링전에서는 US 77·US 83이 동시에 만남.
- I-69E(영어판) : 브라운즈빌에 접촉하며 해당 고속도로는 할링전까지 이어줌.
- I-169(영어판) : 브라운즈빌
- 주간고속도로 제2호선(영어판)·US 77 : 할링전
- I-69(영어판)·US 281(영어판) : 파(영어판)
- I-35 : 러레이도에서 접근하며 해당 도로는 보티네스 (텍사스주)(영어판)까지 이어줌
- I-69W(영어판)·US 59 : 러레이도
- US 277(영어판) : 카리조스프링스(영어판)
- US 57 : 라프라이어(영어판)
- US 90 : 유밸디
- 주간고속도로 제10호선 : 세고비아 (텍사스주)(en:Segovia, Texas)에서 접촉, 해당 고속도로는 정션 (텍사스주)까지 이어줌
- 주간고속도로 제10호선, US 377(영어판) : 정션
- US 190(영어판) : 메나드(영어판)
- US 87 : 이든(영어판)
- US 67 : 볼린저(en:Ballinger, Texas)
- US 84 : 터스콜라(영어판)의 동북부 지점에서 직접 만나며, 해당 도로는 애빌린까지 연결됨.
- US 277(영어판) : 애빌린에서 직접 연결되지만, 이 도로는 앤슨(영어판)까지 연결시켜 줌.
- 주간고속도로 제20호선 : 애빌린
- US 180(영어판) : 앤슨
- US 380(영어판) : 아스퍼몬트(영어판)
- US 82 : 거스리 (텍사스주)(영어판)
- US 62·US 70 : 퍼두커(영어판)에서 만나며 US 62·83의 공용 구간은 차일드리스 (텍사스주)(영어판)까지 계속 이어줌
- US 287(영어판) : 차일드리스
- 주간고속도로 제40호선 : 섐록 (텍사스주)(영어판)
- US 60 : 캐나디안의 남부 및 남서부 일대. 이 도로는 캐나디안의 북부 및 북서부까지 이어줌

오클라호마주
- US 412 : 브라이언스 코너 (오클라호마주)(영어판)
- US 64 : 터핀의 남부 및 남서부이며, 같은 도시의 북부 지역까지 이어줌.
- US 64·US 270 : 터핀의 북부 지역에서 접촉, 다만 이 도로는 주경을 건너 캔자스주의 리버럴(영어판)까지 이어줌

캔자스주
- US 54·US 270 : 리버럴
- US 160 : 키즈밋(영어판)의 북서부 일대에서 접촉하며, 이 도로는 서블렛의 북부, 북서부까지 이어줌
- US 56 : 서블렛의 남서부
- US 50·US 400 : 가든시티 (텍사스주)(영어판)에서 접촉, 같은 도시의 북부 및 북서부까지 이어줌
- US 40 : 오클리 (캔자스주)(영어판)
- 주간고속도로 제70호선 : 오클리의 북부 및 북서부 지역
- US 24 : 젬 (캔자스주)(영어판)의 남부 및 남동부
- US 36 : 오벌린 (캔자스주)(영어판)

네브래스카주
- US 6·US 34 : 맥쿡 (네브래스카주)(영어판)
- 주간고속도로 제80호선 : 노스플랫
- US 30 : 노스플랫
- US 20 : 밸런타인 (네브래스카주)(영어판)

사우스다코타주
- US 18 : 미션 (사우스다코타주)(영어판)
- 주간고속도로 제90호선 : 머도 (사우스다코타주)(영어판)의 남동부에 접촉. 해당 도로는 비비안 (사우스다코타주)(영어판)의 남동부까지 연결됨.
- US 14 : 포트피에르(영어판)에서 접촉. 해당 도로는 블런트 (사우스다코타주)(영어판)의 서부 및 남서부까지 연결됨.
- US 212(영어판) : 게티즈버그(영어판)의 서부 지역에 종단. 다만 해당 도로는 1.4 km(0.9 mi)의 구간을 같이 병용하고 있다.
- US 12 : 셀비 (사우스다코타주)(영어판)의 남부에서 접촉. 그러나 같은 도시의 북부 및 북서부 지역까지 연결.

노스다코타주
- 주간고속도로 제94호선 : 스털링 (노스다코타주)(영어판)에서 만나며, 해당 도로는 비즈마크까지 연결.
- US 2·US 52 : 마이놋에서 접촉
- PTH 83(영어판) : 웨스트호프 (노스다코타주)(영어판)와 인접하고 있는 미국-캐나다 국경과도 접촉